# Antonio Serrano (atleta)
Antonio Serrano Sánchez (La Solana, Ciudad Real, 8 de marzo de 1965), fue un atleta olímpico especialista en pruebas de fondo, campo a través y maratón, siendo el primer español en romper la barrera de 2h 10' en maratón. Continuador de la gran tradición de fondistas españoles como Mariano Haro y Antonio Prieto. Actualmente es entrenador de atletas de élite entre los que se encuentran Juan Carlos Higuero, Juan Carlos de la Ossa, Víctor García, Javier Guerra, Pablo Villalobos, Diana Martín, Dolores Checa y  Alessandra Aguilar, entre otros.

## Trayectoria
Destacó principalmente en las pruebas de 10.000 m y maratón. En esta última fue el primer español que logró bajar de las dos horas y diez minutos, lo consiguió en la maratón de Berlín en 1994, siendo su marca de dos horas nueve minutos y treinta y cuatro segundos récord español de maratón. Representó a España en grandes competiciones como en los Juegos Olímpicos de Seúl de 1988 y los de Barcelona 1992, en los Campeonatos del Mundo de Atletismo de Tokio 91, Stuttgart 93 y Gotemburgo 95, en los Campeonatos de Europa de atletismo de 1990, 1994, y 1998. 
Sus mejores resultados son, 11.º en 10.000 m en los Mundiales de Stuttgart 1993, 12.º en la prueba de maratón en los Campeonatos Europeos de 1998, y además logró ser cuarto en el mundial de medio maratón de 1994.
Fue el primer atleta español en conseguir una medalla en los Campeonatos de Europa de Campo a través, en la primera edición en 1994 en Alnwick.
Cabe también destacar que además de las 37 veces que fue internacional con España, lo fue también con la selección de Europa en la Copa del Mundo de 1992 que se celebró en La Habana y donde logró un meritorio segundo puesto en la prueba de 10.000 metros.
Licenciado en Educación Física y entrenador nacional desde 1991, tras su retirada como atleta profesional se ha dedicado a ejercer de entrenador, entre los que se encuentran algunos atletas de élite.
Dos veces nombrado mejor entrenador por los lectores de la revista "Atletismo Español", 2006 y 2008.
Coautor con Alfredo Varona del libro: "Filípides existe: los secretos de la preparación de los maratonianos de elite" 2001  Editorial Anaya.
Entrenador nacional desde 1991 y trabajando en la RFEA desde el 2000 en el CAR de Madrid (Joaquín Blume).

## Palmarés
- Medalla de oro en el Mundial Universitario de Cross de 1988 celebrado en Bolonia con una marca de 24:29
- Medalla de bronce en el Campeonato Iberoamericano de 1988 celebrado en México en la prueba de 5000 m con una marca de 14:41.75
- Medalla de bronce en la Universiada de 1989 celebrada en Duisburgo en los 5000 metros con una marca de 13:39.50 y medalla de bronce en los 10000 metros con una marca de 28:43.97
- Medalla de oro en el Campeonato Iberoamericano de 1990 celebrado en Manaos en los 5.000 metros con una marca de 13:56.37
- 2.ª posición en la Copa del Mundo de 1992 celebrada La Habana en la prueba de 10000 metros con una marca de 28:54.38
- Medalla de oro en la Universiada de 1993 celebrada en Buffalo en la prueba de 10000 metros con una marca de 28:16.16
- Medalla de bronce en el Campeonato Europeo de campo a través de 1994 celebrado en Alnwick con una marca de 28:03 y medalla de plata por equipos.
- 1.º en la Primera División de la Copa de Europa	de atletismo por selecciones en la prueba de 5000 metros con una marca de 13:45.88
- Medalla de plata por equipos en el Mundial de Medio-Maratón de 1994 celebrado en Monbeilord-Beldford 1994 un tiempo conjunto de 3:07.51

## Marcas de maratón
| Tiempo   | Posición | Lugar                  | Año  |
| 2h09'13" | 3.ª      | Berlín Alemania        | 1994 |
| 2h09'32" | 2.ª      | Fukuoka Japón          | 1995 |
| 2h10'55" | 5.ª      | Londres Reino Unido    | 1996 |
| 2h11'59" | 1.ª      | Venecia Italia         | 1997 |
| 2h12'20" | 2.ª      | Ámsterdam Países Bajos | 1996 |
| 2h13'53" | 13.ª     | Londres Reino Unido    | 1998 |
| 2h14'59" | 12.ª     | Budapest Hungría       | 1998 |

## Mejores marcas personales
| Distancia     | Tiempo    | Lugar                | Año  |
| 1500 m        | 3':40".69 | España               | 1989 |
| 3000 m        | 7':47".7  | España               | 1990 |
| 5000 m        | 13:22".40 | España               | 1991 |
| 10000m        | 27:47.33  | Holanda Países Bajos | 1993 |
| Media maratón | 1h:01'30" | Holanda Países Bajos | 1998 |
| Maratón       | 2h:09'13" | Berlín Alemania      | 1994 |

## Premios, reconocimientos y distinciones
- Medalla de Plata de la Real Orden del Mérito Deportivo, otorgada por el Consejo Superior de Deportes (1996)